# لویی نیل
لوئیس اوژن فلیکس نیل (به فرانسوی: Louis Eugène Félix Néel) 
(زاده ۲۲ نوامبر ۱۹۰۴ - درگذشته ۱۷ نوامبر ۲۰۰۰) فیزیک‌دان فرانسوی بود که در لیون متولد شد.در سال ۱۹۷۰ برای تحقیق در باره پادفرومغناطیس و فرومغناطیس و همچنین کشف دمای نیل در فیزیک موفق به دریافت جایزه نوبل در فیزیک شد.
.